# Camenae
In de Romeinse mythologie is Camenae de verzamelnaam voor een groot aantal godinnen, waaronder de Muzen. Ook vele nimfen van fonteinen en rivieren (die in de Griekse mythologie de Oceaniden heetten) werden tot de Camenae gerekend. Het enkelvoud van deze naam, Camena, refereerde aan een specifieke profetes uit de mythologie.

## Gerelateerde onderwerpen
- Camena
- Muzen